# 제너럴 모터스

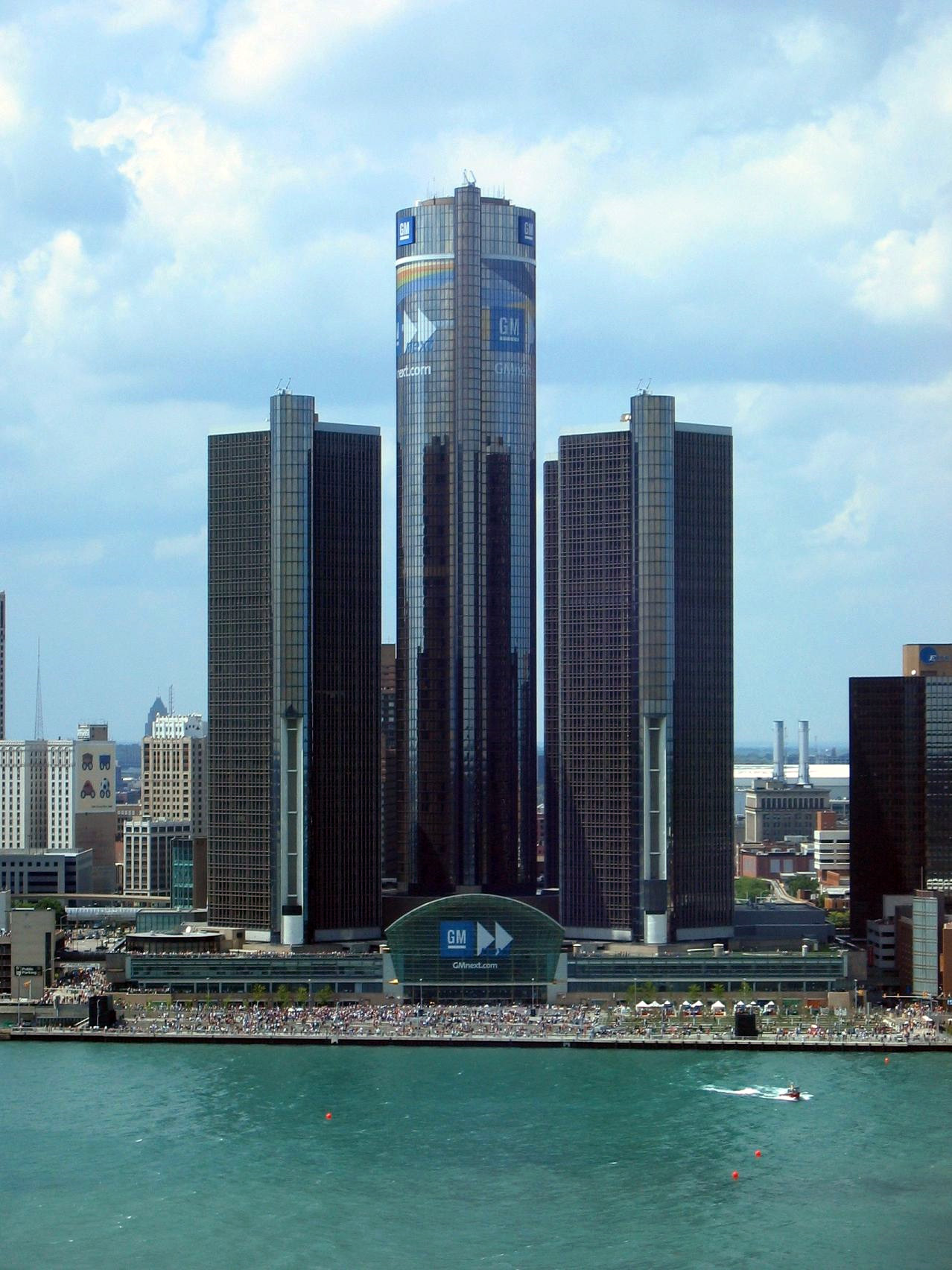
미시간주 디트로이트 시의 르네상스 센터

1964~2021 GM 로고

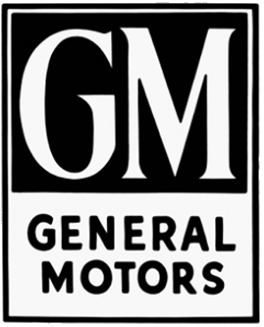
GM logo 1938~1964

제너럴 모터스(영어: General Motors) 혹은 지엠(영어: GM)은 미국에 기반을 둔 자동차 제조 기업으로 뷰익, 캐딜락, 쉐보레, GMC을 포함해 전 세계적으로 자회사와 상표를 가지고 있으며, 과거에는 허머, 새턴, 사브, 폰티액, GM대우, 올즈모빌, 들로리언, 복스홀, 홀덴 등의 브랜드도 가지고 있었다.
제너럴 모터스의 본사는 미시간주 디트로이트의 르네상스 센터에 있다.
과거 제너럴 모터스는 340,000 명의 사원을 거느리고 있었으며, 오랫동안 세계 최대의 자동차 제조 회사였다. 2001년에 모두 8백 5십만 대의 자동차를 팔았고, 2002년에는 전 세계에 판매된 모든 차의 15 퍼센트를 팔았다. 지엠은 또한 1984년부터 뉴스 코퍼레이션, 다이렉트TV에 팔기 전인 1996년까지 일렉트로닉 데이터 시스템즈를 자회사로 두었고, 프리저데어를 1918년부터 1979년까지 소유하고 있었다. 최고경영자가 비상승계계획을 매년 이사회에 보고하도록 하고 있다.
2020년 2월 18일, GM은 2021년에 홀덴 브랜드를 폐기한다고 밝혔다.
2020년, 한국GM노조는 한국GM이 산업재해 예방 의무를 소홀히 하고 노사 단체협약을 위반했다며 고용노동부와 검찰에 회사를 고소·고발했다. 한국지엠지부는 한국GM이 국민의 혈세 8000억원을 지원받았는데도 불구하고 법적 책임을 다하지 않았으며, 정부와 산업은행은 그것을 제대로 감시하지 않았다고 밝혔다.

## 브랜드
- 캐딜락
- 쉐보레
- GMC
- 뷰익
- 상하이-GM 우링
- 바오준
- FAW
- 한국지엠
- AC델코(자동차 부품 브랜드)

## 과거 브랜드
- 새턴 (1990~2010)
- 올즈모빌 (1897~2004)
- 폰티액 (1926~2010)
- 지오 (1988~1997)
- 홀덴 (1856~2020)
- 허머 (2002~2010)
- 들로리언 모터 컴퍼니 (1974~1983)
- GM대우 (2002~2011)

## 같이 보기
- 한국지엠
- 포드 모터 컴퍼니
- 크라이슬러
- 토요타
- 폭스바겐 주식회사
- 타타 자동차